# Міссісіпі-Стейт (Міссісіпі)
Міссісіпі-Стейт (англ. Mississippi State) — переписна місцевість (CDP) в США, в окрузі Октіббега штату Міссісіпі. Населення — 4968 осіб (2020).

## Географія
Міссісіпі-Стейт розташоване за координатами 33°27′6″ пн. ш. 88°47′28″ зх. д. / 33.45167° пн. ш. 88.79111° зх. д. (33.451614, -88.790995).  За даними Бюро перепису населення США в 2010 році переписна місцевість мала площу 6,10 км², з яких 6,05 км² — суходіл та 0,04 км² — водойми.

## Демографія
Згідно з переписом 2010 року, у переписній місцевості мешкало 4005 осіб у 143 домогосподарствах у складі 69 родин. Густота населення становила 657 осіб/км².  Було 160 помешкань (26/км²).
Расовий склад населення:
| - 68,6 % — білих - 26,2 % — чорних або афроамериканців - 2,7 % — азіатів - 0,2 % — корінних американців |

До двох чи більше рас належало 1,6 %. Частка іспаномовних становила 2,0 % від усіх жителів.
За віковим діапазоном населення розподілялося таким чином: 2,0 % — особи молодші 18 років, 97,6 % — особи у віці 18—64 років, 0,4 % — особи у віці 65 років та старші. Медіана віку мешканця становила 19,7 року. На 100 осіб жіночої статі у переписній місцевості припадало 104,8 чоловіків;  на 100 жінок у віці від 18 років та старших — 105,0 чоловіків також старших 18 років.
Цивільне працевлаштоване населення становило 989 осіб. Основні галузі зайнятості: освіта, охорона здоров'я та соціальна допомога — 54,7 %, роздрібна торгівля — 15,9 %, мистецтво, розваги та відпочинок — 15,8 %.